# Dean Cornwell
Pour les articles homonymes, voir Cornwell.
Dean Cornwell (5 mars 1892 - 4 décembre 1960) était un illustrateur et un peintre mural américain. Ses peintures à l'huile étaient fréquemment mises en avant dans des magazines populaires, des livres illustrés, des publicités et des posters en faveur de l'effort de guerre. Durant la première moitié du XXe siècle, il fut l'un des maîtres de l'illustration américaine. Au sommet de sa reconnaissance, il était surnommé le « Doyen des Illustrateurs » (Dean of Illustrators).

## Biographie
Cornwell naquit à Louisville dans l'État américain du Kentucky. Son père, Charles L. Cornwell, était un ingénieur en génie civil qui dessinait des sujets industriels ce qui influença Cornwell lorsqu'il était jeune. Il commença sa carrière en tant que dessinateur pour le journal Louisville Herald. Il déménagea rapidement à Chicago où il étudia à l'Art Institute of Chicago tout en travaillant pour le journal Chicago Tribune. En 1915, il déménagea cette fois vers la ville de New York pour y étudier à l'Art Students League of New York. Il voyagea à Londres et étudia la peinture murale en tant qu'apprenti de Frank Brangwyn.
Ses œuvres furent publiées dans les magazines Cosmopolitan, Harper's Bazaar, Redbook et Good Housekeeping et ses dessins illustrèrent le travail des auteurs Pearl Buck, Lloyd C. Douglas, Edna Ferber, Ernest Hemingway, William Somerset Maugham, et Owen Wister.
Il peignit des fresques dans la bibliothèque publique de Los Angeles (Los Angeles Public Library), dans le Lincoln Memorial Shrine de la localité de Redlands, dans l'immeuble Eastern Airlines (aujourd'hui 10 Rockefeller Center), dans le Warwick New York Hotel, le Davison County Courthouse, le Sevier State Office Building dans l'État du Tennessee et le Centre William-Rappard à Genève, en Suisse. Cornwell enseigna dans l'Art Students League de New York. Il fut président de la Society of Illustrators de 1922 à 1926 et fut élu en 1959 dans le Hall of Fame de cette institution. Il décéda à New York en 1960.